# Lamar Hunt U.S. Open Cup
La  Lamar Hunt U.S. Open Cup è la coppa nazionale di calcio degli Stati Uniti, la cui prima edizione data al 1914 con il nome di National Challenge Cup. Rinominata nel 1999 US Open Cup, deve il suo nome attuale alla memoria di Lamar Hunt, importante dirigente e pioniere dello sport statunitense in particolare nell'ambito calcistico. È analoga per rango domestico a competizioni come la FA Cup o la Coppa Italia.
Si tratta della più antica competizione calcistica ufficiale degli Stati Uniti e la seconda più antica del Nord America (essendo più vecchia la coppa nazionale canadese, la Open Canada Cup, la cui prima edizione si tenne nel 1913) ed è stato l'unico torneo di quel continente a essere stato disputato ininterrottamente, a cadenza annuale, dal 1914 al 2019. Organizzata dalla US Soccer Federation, la US Open Cup vede allineate ai nastri di partenza tutte le squadre statunitensi della Major League e della United Soccer Leagues.
Il record di titoli vinti appartiene al Maccabi L.A. e al Bethlehem Steel, a quota cinque trofei ciascuno; nella sua storia la competizione ha visto fin qui l'affermazione di sessantaquattro squadre diverse.
La vittoria nella Lamar Hunt U.S. Open Cup consente alla squadra detentrice di accedere alla CONCACAF Champions Cup.

## Storia
Sebbene negli Stati Uniti il calcio fosse praticato già dai primissimi anni del XX secolo, non esisteva ancora una struttura di governo unitaria: la U.S. Soccer Federation nacque, infatti, nel 1913 dalla fusione di due federazioni che si occupavano l'una di calcio professionistico, l'altra dilettantistico. In tale quadro erano nate delle competizioni più o meno ufficiali, ma relegate al rango di tornei locali o al più estesi al territorio dello Stato, stante l'oggettiva difficoltà di trasferimento nei primi del Novecento in un Paese esteso come gli Stati Uniti.
Il primo atto della neonata Federazione calcistica fu quello di istituire una Coppa, sul modello di quelle nate a loro tempo su iniziativa delle quattro Home Nation delle Isole Britanniche (la citata Coppa d'Inghilterra, quella di Scozia e, a seguire, quelle del Galles e d'Irlanda): nacque così nel 1914 la National Challenge Cup, riservata a tutte le squadre affiliate alla Federazione.
Originariamente la U.S. Cup fu appannaggio delle squadre della costa atlantica (New York, Pennsylvania e Maryland su tutte), che dominarono la scena per quasi mezzo secolo, con l'eccezione di St. Louis nel Midwest. La prima Coppa vinta sulla costa del Pacifico fu nel 1958, a opera dei Los Angeles Kickers (California).
Fino agli anni settanta, lo status delle partecipanti alla Coppa fu poco più che dilettantistico, e quando nacque la NASL, la prima lega calcio pienamente professionistica nordamericana, le sue squadre statunitensi non presero mai parte alla Coppa. Oggi, invece, le squadre della Major League, che ha raccolto l'eredità della NASL, partecipano regolarmente alla competizione, che in ambito continentale è così salita di livello: è infatti dal 1996 (anno dell'esordio dei club di Major League in U.S. Cup) che la Coppa viene vinta da una squadra appartenente alla massima serie calcistica nazionale, eccezion fatta per l'edizione del 1999, quando a vincere il torneo furono i Rochester Raging Rhinos (New York), che all'epoca militavano in seconda divisione. Comunque, la prima vittoria di una squadra completamente professionista è del 1995, a opera dei Richmond Kickers, all'epoca militanti nella ex-Prima Divisione, retrocessa di rango dopo l'istituzione della Major League.
Di fatto, la U.S. Cup non è più appannaggio di un club dilettantistico o semidilettantistico dal 1994, anno in cui essa fu vinta dal Greek-American di San Francisco (California).

## Albo d'oro
Tra le squadre plurivincitrici della U.S. Cup si trovano nomi ormai scomparsi oppure confluiti in altri club: a titolo di esempio, è il caso del Bethlehem Steel, squadra della omonima città della Pennsylvania, ormai disciolta fin dai primi anni trenta, oppure il Fall River, del Massachusetts, confluito nel 1931 negli ormai scomparsi New York Yankees (da non confondersi con l'omonima squadra di baseball). Tuttora esistente è il Maccabi, società polisportiva nata per iniziativa della comunità ebraica di Los Angeles, anche se la sua squadra calcistica è fuori dal giro professionistico. Ancora, il Pancyprian, squadra fondata dalla comunità greco-cipriota di New York, attualmente disputa la Cosmopolitan Soccer League, il campionato dell'area metropolitana di tale città.